# ییتکا موچکووا
ییتکا موچکووا (چکی: Jitka Moučková؛ زادهٔ ۶ ژوئیهٔ ۱۹۷۹) یک هنرپیشه و صداپیشه اهل جمهوری چک است.
او نقش‌هایی را در صحنهٔ تئاتر ملی پراگ ایفا نموده‌است و دوبلور نقش پنی در مجموعهٔ تلویزیونی تئوری بیگ بنگ برای مخاطبان چکی بوده‌است.